# Willie
Willie Hortêncio Barbosa, ou simplesmente Willie (Caravelas, 15 de maio de 1993), é um futebolista brasileiro que atua como atacante. Atualmente, joga pelo Santa Cruz..

## Carreira

### Vitória
Mais um fruto da boa categoria de base do Vitória, Willie chegou ao clube em 2006, ainda com 16 anos de idade. Em 2012, foi um dos destaques do time que venceu a Copa do Brasil Sub-20, superando o Atlético Mineiro na final. Neste jogo, Willie protagonizou seu primeiro problema extracampo, ao se desentender com jogadores e o treinador do time sub-20, Carlos Amadeu, por não ter batido um pênalti.
Jogador de velocidade e boa agilidade, subiu rapidamente para a equipe profissional, após bom aproveitamento na base. Sua primeira oportunidade no time principal foi sob o comando de Paulo César Carpegiani, durante a disputa da Série B de 2012, onde o Vitória fez boa campanha e, numa certa altura do campeonato, chegou a ter um aproveitamento superior a 70%. No final do ano, o Vitória conseguiu o objetivo de retornar à Série A, e Willie foi considerado um dos grandes destaques do time por muitos jornalistas e torcedores.
No início o ano seguinte, teve de passar por uma cirurgia cardíaca após ser detectada uma arritmia em exames. Agora sob o comando de Caio Júnior, viu suas oportunidades serem bastante reduzidas após a chegada de vários reforços, como Maxi Biancucchi, Escudero e Renato Cajá, e disputou apenas duas partidas no Campeonato Baiano, torneio em que o Vitória sagrou-se campeão, além de mais duas pelo Brasileirão.

### Vasco da Gama
No segundo semestre, o rubro-negro acertou então o seu empréstimo ao Vasco da Gama até o final do ano, com opção de compra em definitivo por cerca de 6 milhões de reais. Após vir do banco em seus primeiros jogos, Willie surpreendeu e tornou-se decisivo em algumas partidas, dando assistências e marcando gols, como fez contra um dos grandes rivais do Vasco, o Flamengo.
Entretanto, após ser destaque em seus primeiros jogos, voltou a se envolver em problemas extracampo, como já havia acontecido no Vitória, e chegou a ser afastado. O interesse do cruz-maltino na compra dos direitos econômicos do jogador, que no início era evidente, passou a não existir e o clube, que já não passava por boa situação econômica e acabara de ser rebaixado, optou por liberá-lo após o Campeonato Brasileiro, e com isso voltou ao Vitória.

### América Mineiro
No dia 26 de abril de 2015, Willie foi emprestado até o final do ano para o América Mineiro.

### Atlético Goianiense
Com menos de três meses depois, após não receber muitas oportunidades, deixou o clube mineiro e acertou com o Atlético Goianiense.

### CRB
Foi anunciado pelo CRB no dia 26 de abril de 2019 para a Série B.

## Seleção Brasileira
Seu bom desempenho na Copa do Brasil Sub-20 fez com que o treinador da Seleção Emerson Ávila o convocasse para a Seleção Brasileira Sub-20.

## Títulos
Vitória
- Copa do Brasil de Futebol Sub-20: 2012
- Campeonato Baiano: 2013